# آرثر بارنز
آرثر بارنز هو سياسي كندي، ولد في 17 نوفمبر 1866، وتوفي في 24 نوفمبر 1956.